# مونتيغروتو تيرمي
مونتيجروتو تيرمي (بالإيطالية: Montegrotto Terme)‏ هي بلدية في مقاطعة باذوة، في فنيتة بشمال شرق إيطاليا، وتقع على بعد 45 كيلومترًا (28 ميلًا) غرب مدينة البندقية و11 كيلومترًا (7 ميلًا) جنوب غرب باذوة.